# Mahafalymydas wiegmanni
Mahafalymydas wiegmanni är en tvåvingeart som beskrevs av Kondratieff, Carr och Irwin 2005. Mahafalymydas wiegmanni ingår i släktet Mahafalymydas och familjen Mydidae.
Artens utbredningsområde är Madagaskar. Inga underarter finns listade i Catalogue of Life.